# Imunoreceptorski tirozin-bazirani inhibitorni motiv
Imunoreceptorski tirozin-bazirani inhibitorni motiv (ITIM), je konzervirana sekvenca aminokiselina (S/I/V/LxYxxI/V/L) koja je nađena u citoplazmičnim segmentima mnogobrojnih inhibitornih receptora imunskog sistema. Nakon što inhibitorni receptori koji sadrže ITIM interaguju sa ligandima, njihov ITIM motiv biva fosforilizovan enzimima iz  familije kinaza. To im omogućava da regrutuju druge enzime, kao što su fosfotirozinske fosfataze SHP-1 i SHP-2, ili inozitol-fosfatazu zvanu SHIP. Ove fosfataze umanjuju stepen aktivacije molekula koji učestvuju u ćelijskoj signalizaciji.

## Dodatna literatura
- Daëron M, Jaeger S, Du Pasquier L, Vivier E (2008). „Immunoreceptor tyrosine-based inhibition motifs: a quest in the past and future”. Immunological Reviews. 224: 11—43. PMID 18759918. doi:10.1111/j.1600-065X.2008.00666.x.
- Marco Colonna; Eric Vivier (2005). Immunobiology of Natural Killer Cell Receptors (Current Topics in Microbiology and Immunology). Berlin: Springer.  3-540-26083-8.